# Real Valledupar Futsalon
Real Valledupar FS es un club de fútbol de salón colombiano de la ciudad de Valledupar, Cesar que participa en la Copa Profesional de Microfútbol organizada por la Division Nacional de Fútbol de Salón y la Federación Colombiana de Fútbol de Salón.